# چن جینگ (بازیکن والیبال)
چن جینگ (انگلیسی: Chen Jing؛ زادهٔ ۳ سپتامبر ۱۹۷۵) بازیکن والیبال اهل چین است.